# Phaeoceros inflatus
Phaeoceros inflatus är en bladmossart som först beskrevs av Franz Stephani, och fick sitt nu gällande namn av Cargill et Fuhrer. Phaeoceros inflatus ingår i släktet Phaeoceros och familjen Notothyladaceae. Inga underarter finns listade i Catalogue of Life.